# Konstantin Kerschbaumer
Konstantin Kerschbaumer, né le 1er juillet 1992 à Tulln an der Donau en Autriche, est un footballeur autrichien. Il évolue au poste de milieu de terrain au Wolfsberger AC .

## Biographie

### En club
Avec le club du SKN St. Pölten, il joue quatre  matchs en Ligue Europa. Lors de cette compétition, il inscrit un but face à l'équipe néerlandaise du PSV Eindhoven.
Le 1er juillet 2018, il rejoint le club de FC Ingolstadt.
Le 2 septembre 2019, il rejoint le club de FC Heidenheim.